# خانه میرزا احمدخان خلیلی نوغاب
خانه میرزا احمدخان خلیلی نوغاب مربوط به دوره قاجار است و در شهرستان خوسف، روستای خور واقع شده و این اثر در تاریخ ۲۵ اسفند ۱۳۷۹ با شمارهٔ ثبت ۳۴۷۰ به‌عنوان یکی از آثار ملی ایران به ثبت رسیده است.